# 2054
Évszázadok: 20. század – 21. század – 22. század
Évtizedek: 2000-es évek – 2010-es évek – 2020-as évek – 2030-as évek – 2040-es évek – 2050-es évek – 2060-as évek – 2070-es évek – 2080-as évek – 2090-es évek – 2100-as évek
Évek: 2049 – 2050 – 2051 – 2052 –  2053 – 2054 – 2055 – 2056 – 2057 – 2058 – 2059

## Események
- november 7. - Lejár az International Speedway Corporation (a NASCAR üzemeltetője) és a Daytona Beach szerződése.[1]

## A művészetekben
- A Különvélemény című film cselekménye 2054-ben játszódik.